# Nassreinigung

Textilsymbol für professionelle Nassreinigung

Nassreinigung (auch WetCare) ist ein Verfahren, das als Ersatz für das klassische chemische Reinigen mit Perchlorethylen und anderen Lösemitteln gedacht ist.
Es wurde 1991 vom Unternehmen Kreussler zusammen mit Miele entwickelt und ist auch unter dem Namen LANADOL-Verfahren (Miele System Kreussler) bekannt. 
Gedacht ist das Verfahren für die professionelle Anwendung. Es erfordert Fachkenntnisse und sorgfältiges Arbeiten. Dafür kommt das Verfahren mit wenig Chemikalien aus, sodass das Abwasser unmittelbar in die Kanalisation fließen kann. 
Das Verfahren ermöglicht auch die Behandlung von Strickwaren aus Wolle oder Seidenartikel, die für eine Handwäsche vorgesehen sind.